# (5517) Johnerogers
(5517) Johnerogers (1989 LJ) – planetoida z pasa głównego asteroid okrążająca Słońce w ciągu 4,17 lat w średniej odległości 2,59 j.a. Odkryta 4 czerwca 1989 roku.